# Criteuil-la-Magdeleine
Criteuil-la-Magdeleine est une commune du Sud-Ouest de la France située dans le département de la Charente, en région Nouvelle-Aquitaine.
Criteuil-la-Magdeleine résulte de la fusion de Criteuil et de La Magdeleine en 1860.
Ses habitants sont les Criteuillois et les Criteuilloises.

## Géographie

### Localisation et accès
Criteuil-la-Magdeleine est un petit village de l'ouest du département de la Charente situé dans le triangle formé par Segonzac, Archiac et Barbezieux. Il est ainsi situé en plein cœur de la Grande Champagne, premier cru du cognac.
Le bourg est à 7 km d'Archiac, 9 km de Barbezieux et de Segonzac, 14 km de Châteauneuf, 19 km de Cognac et 31 km d'Angoulême.
La commune est située au sud de la D 699 qui mène d'Angoulême à Archiac et Jonzac ou Pons et qui passe à Ambleville à 2 km au nord du bourg. À l'écart des grandes routes, la commune est traversée par la D 151 qui longe la vallée du Né, la D 44 et la D 90 qui convergent au sud à la Magdeleine.

### Hameaux et lieux-dits
Le village de la Madeleine est situé près du Né au sud-est de la commune et du bourg de Criteuil.
Les principaux hameaux sont : la Vie et chez Cormier dans l'ouest de la commune, Beaumont près du Né au sud du bourg, Bernac sur la route d'Ambleville, Luchet sur le ruisseau du Collinaud, les Verdoiries, chez Drouet près du bourg, etc..

### Communes limitrophes
| Verrières          | Lignières-Ambleville   |                          |
| Saint-Palais-du-Né | Criteuil-la-Magdeleine | Bellevigne               |
| Lachaise           | Lagarde-sur-le-Né      | Barbezieux-Saint-Hilaire |

### Géologie et relief
La commune est occupée par le Campanien (Crétacé supérieur), calcaire crayeux, qui occupe une grande partie du Sud Charente. Les vallées (Né et Collinaud) sont occupées par des alluvions récentes du Quaternaire,,,.
Le territoire communal occupe un bas plateau descendant doucement vers la vallée du Né au sud et celle du Collinaud au nord. Le point culminant est à une altitude de 89 m, situé au centre de la commune près de chez Guérin (ancien moulin à vent). Le point le plus bas est à 25 m, situé le long du Né à l'extrémité occidentale. Le bourg est à 50 m d'altitude.

### Hydrographie

#### Réseau hydrographique

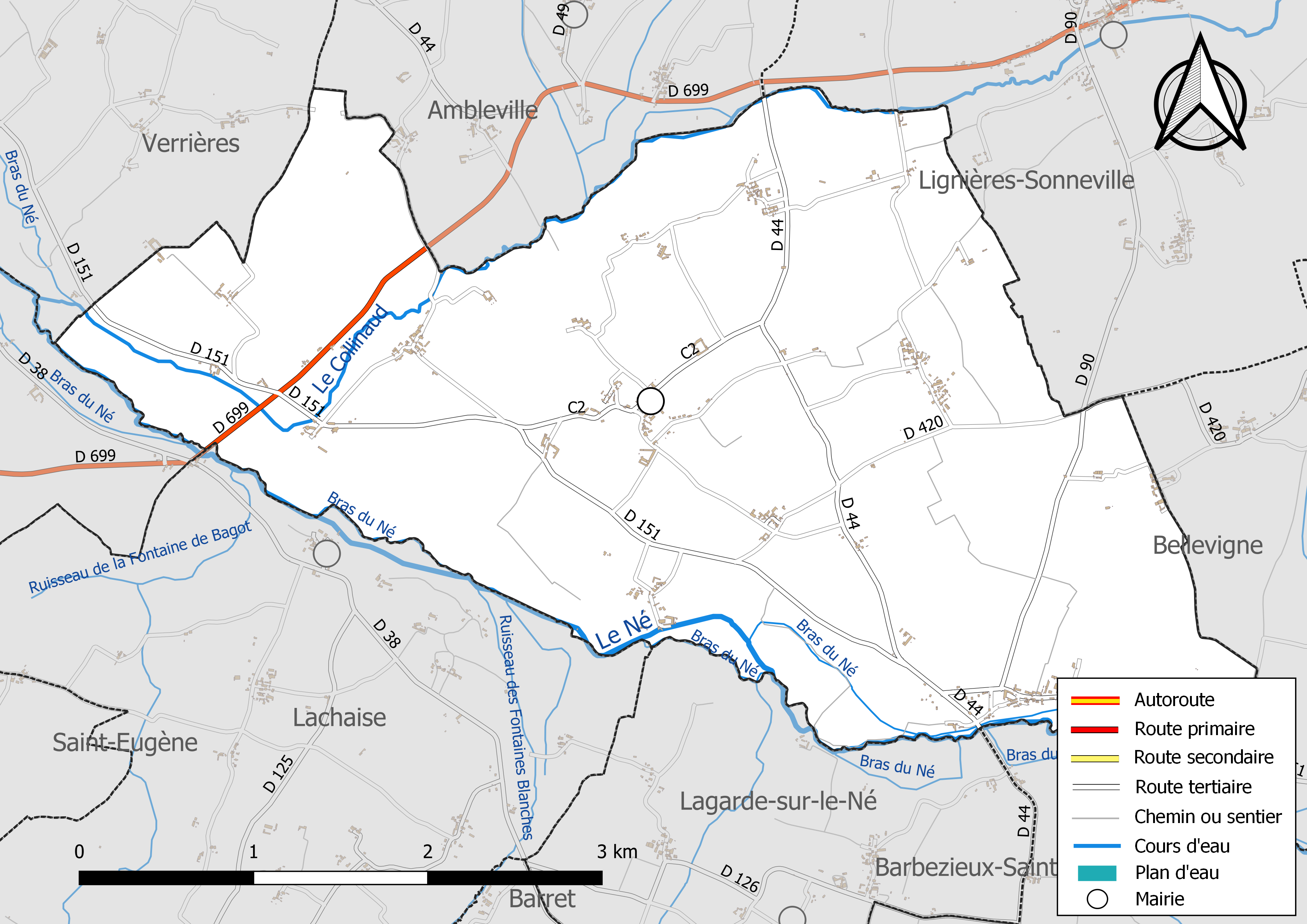
Réseaux hydrographique et routier de Criteuil-la-Magdeleine.

La commune est située dans le bassin versant de la Charente au sein  du Bassin Adour-Garonne. Elle est drainée par le Né, le Collinaud, qui constituent un réseau hydrographique de 12 km de longueur totale,.
Le Né, affluent de la Charente, limite la commune au sud.. Le Collinaud, ruisseau descendant de Bonneuil, forme la limite nord de la commune et se jette dans un bras du Né à l'ouest près de Chabot.
Au pied du bourg, au logis de la Motte, naît un petit affluent du Collinaud qui alimente un lavoir.
La source captée de la Grand-Font, au pied de Bernac, alimente en eau potable les 15 ou 16 communes du syndicat d'eau de Baignes-Sainte-Radegonde. Prise à une profondeur de 200 m, dans le Turonien, elle est d'une température constante de 19 °C.

#### Gestion des eaux
Le territoire communal est couvert par le schéma d'aménagement et de gestion des eaux (SAGE) « Charente ». Ce document de planification, dont le territoire correspond au bassin de la Charente, d'une superficie de 9 300 km2, a été approuvé le 19 novembre 2019. La structure porteuse de l'élaboration et de la mise en œuvre est l'établissement public territorial de bassin Charente. Il définit sur son territoire les objectifs généraux d’utilisation, de mise en valeur et de protection quantitative et qualitative des ressources en eau superficielle et souterraine, en respect des objectifs de qualité définis dans le troisième SDAGE  du Bassin Adour-Garonne qui couvre la période 2022-2027, approuvé le 10 mars 2022.

### Climat
Comme dans les trois quarts sud et ouest du département, le climat est océanique aquitain.

## Urbanisme

### Typologie
Au 1er janvier 2024, Criteuil-la-Magdeleine est catégorisée commune rurale à habitat très dispersé, selon la nouvelle grille communale de densité à 7 niveaux définie par l'Insee en 2022.
Elle est située hors unité urbaine. Par ailleurs la commune fait partie de l'aire d'attraction de Barbezieux-Saint-Hilaire, dont elle est une commune de la couronne,. Cette aire, qui regroupe 25 communes, est catégorisée dans les aires de moins de 50 000 habitants,.

### Occupation des sols
L'occupation des sols de la commune, telle qu'elle ressort de la base de données européenne d’occupation biophysique des sols Corine Land Cover (CLC), est marquée par l'importance des territoires agricoles (91,3 % en 2018), une proportion sensiblement équivalente à celle de 1990 (90,6 %). La répartition détaillée en 2018 est la suivante : 
cultures permanentes (61,3 %), zones agricoles hétérogènes (22,9 %), terres arables (7,2 %), forêts (7 %), zones urbanisées (1,7 %). L'évolution de l’occupation des sols de la commune et de ses infrastructures peut être observée sur les différentes représentations cartographiques du territoire : la carte de Cassini (XVIIIe siècle), la carte d'état-major (1820-1866) et les cartes ou photos aériennes de l'IGN pour la période actuelle (1950 à aujourd'hui).

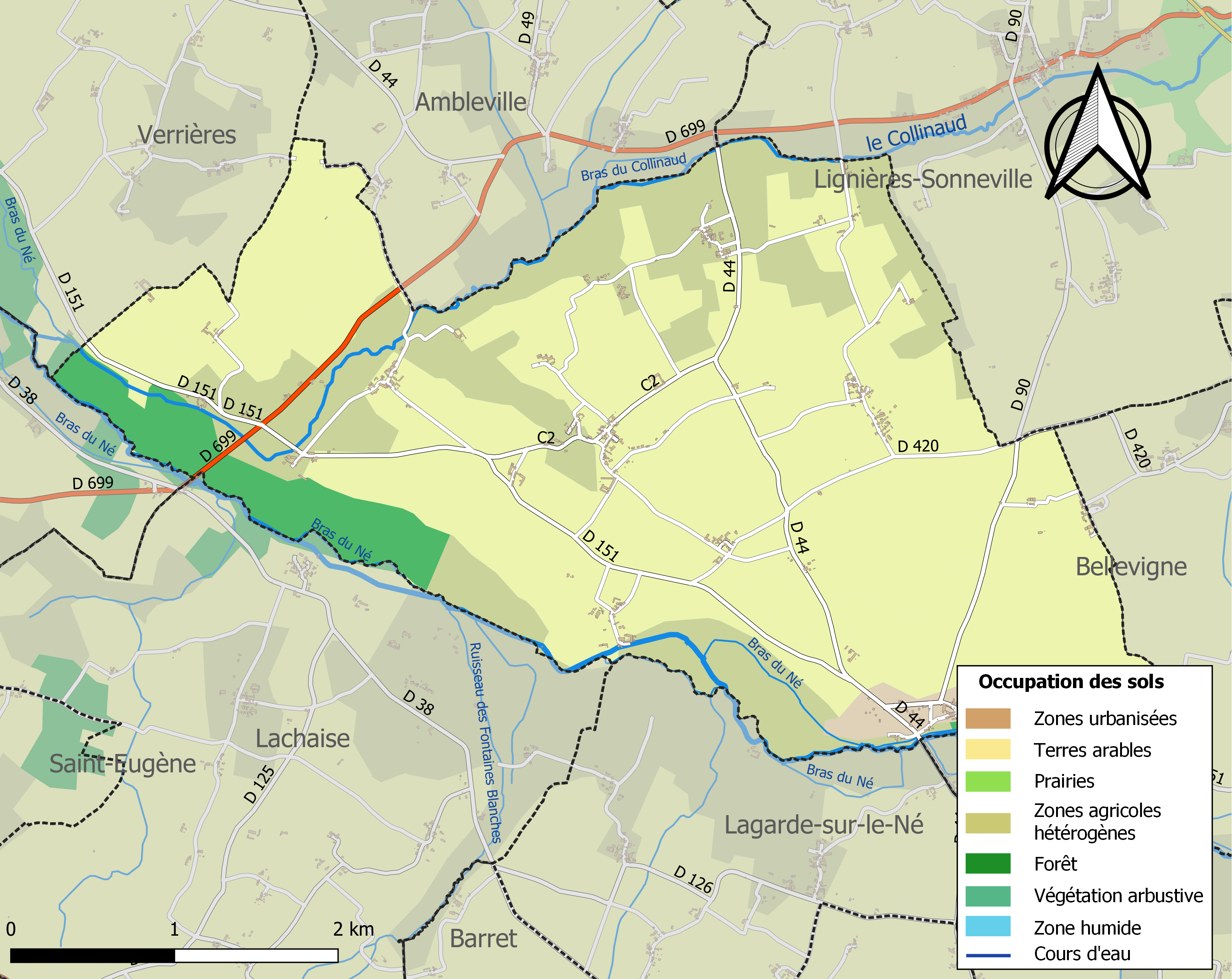
Carte des infrastructures et de l'occupation des sols de la commune en 2018 (CLC).

### Risques majeurs
Le territoire de la commune de Criteuil-la-Magdeleine est vulnérable à différents aléas naturels : météorologiques (tempête, orage, neige, grand froid, canicule ou sécheresse) et séisme (sismicité faible). Un site publié par le BRGM permet d'évaluer simplement et rapidement les risques d'un bien localisé soit par son adresse soit par le numéro de sa parcelle.

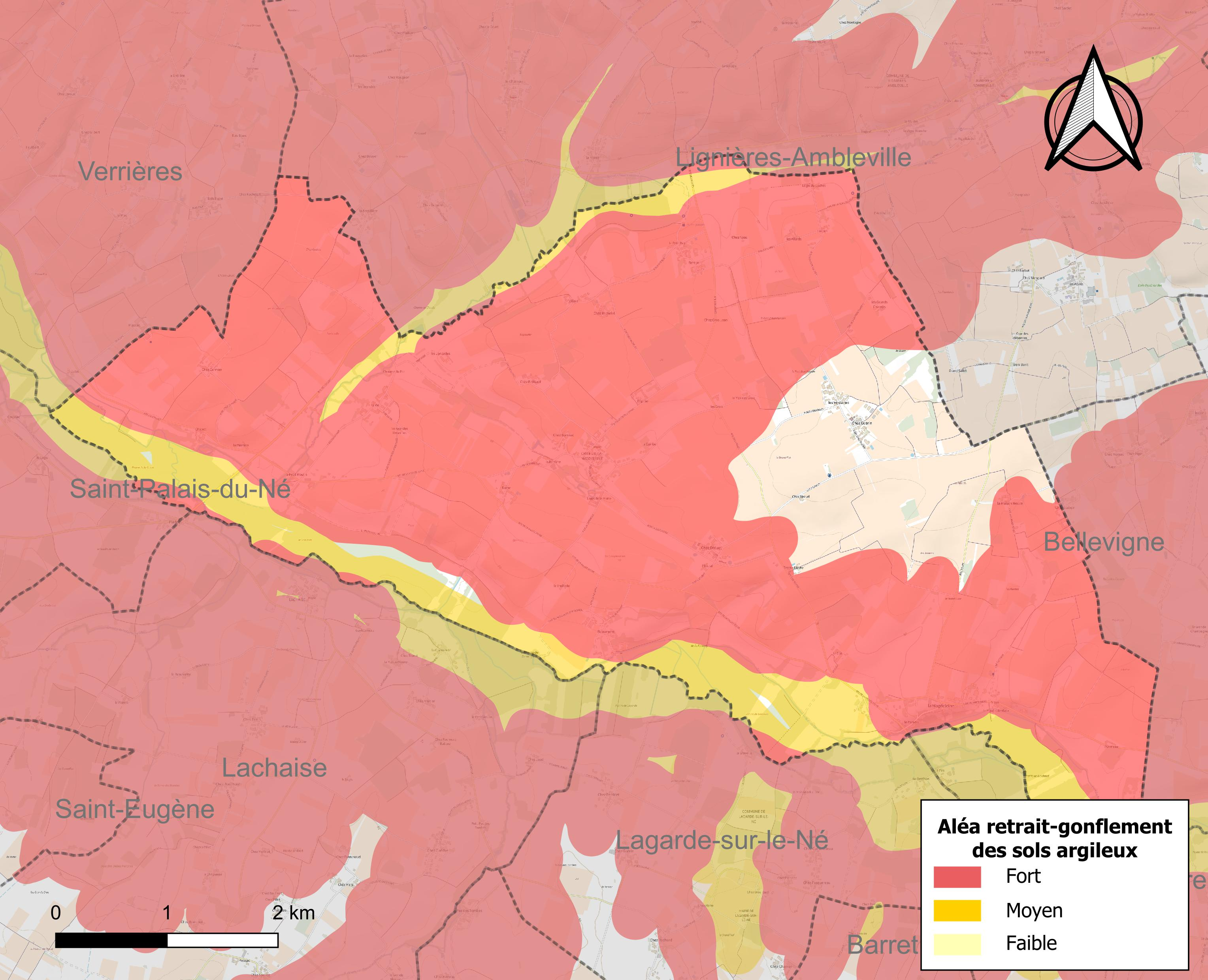
Carte des zones d'aléa retrait-gonflement des sols argileux de Criteuil-la-Magdeleine.

Le retrait-gonflement des sols argileux est susceptible d'engendrer des dommages importants aux bâtiments en cas d’alternance de périodes de sécheresse et de pluie. 87,7 % de la superficie communale est en aléa moyen ou fort (67,4 % au niveau départemental et 48,5 % au niveau national). Sur les 239 bâtiments dénombrés sur la commune en 2019, 220 sont en aléa moyen ou fort, soit 92 %, à comparer aux 81 % au niveau départemental et 54 % au niveau national. Une cartographie de l'exposition du territoire national au retrait gonflement des sols argileux est disponible sur le site du BRGM,.
Par ailleurs, afin de mieux appréhender le risque d’affaissement de terrain, l'inventaire national des cavités souterraines permet de localiser celles situées sur la commune.
La commune a été reconnue en état de catastrophe naturelle au titre des dommages causés par les inondations et coulées de boue survenues en 1982, 1986, 1987, 1993, 1999 et 2000. Concernant les mouvements de terrains, la commune a été reconnue en état de catastrophe naturelle au titre des dommages causés par des mouvements de terrain en 1999.

## Toponymie
Les formes anciennes sont vicaria Cristiollensa en 978, Christolio en 1083-1098.
L'origine du nom de Criteuil remonterait à un nom gaulois Cristos ou le surnom Christus auquel est apposé le suffixe -iolum signifiant « clairière », ce qui correspondrait à Cristoialum, la « clairière de Cristos »,.
La Magdeleine tire son nom d'une chapelle consacrée à sainte Madeleine, dont le culte s'est développé au XIIe siècle, et du village qui s'est construit autour.

## Histoire
La localité est ancienne puisqu'y furent retrouvés, dans un cimetière gallo-romain, des monnaies impériales et des vases funéraires (dans des tombes creusées à même la pierre). Au lieu-dit les Beaux Pins ont été trouvés les signes d'une villa et les restes d'un aqueduc qui devait alimenter des thermes.
Autres vestiges du passé, les deux dolmens de Criteuil ; enterré pour l'un, situé au bord de la route départementale 44 pour l'autre.
La terre de Criteuil dépendait de la prévôté royale de Bouteville. En temps de guerre, les habitants devaient contribuer à la défense de ce château ; en compensation, ils avaient le droit de s'y réfugier avec leurs familles, pendant tout le temps que l'ennemi occupait la contrée.
Il n'y avait pas de château à Criteuil, mais la paroisse possédait trois logis : la Mothe, l'Épine, et Barbe.
Le logis de la Mothe appartient pendant plusieurs siècles à une famille Marchand, dont plusieurs membres servent à la guerre. Jacques Marchand, qui vit sous le règne du roi Henri II, obtient de ce roi, en 1556, des lettres-patentes lui permettant de changer son nom en celui de de La Mothe.
Au XVIIIe siècle, cette famille se divise en deux branches, dont l'une se fixe dans la paroisse de Reignac, et l'autre à Cherves.
Le fief de l'Épine appartient au XVIIe siècle au baron de Blanquefort. Il devient ensuite la propriété de la famille Dupuy, qui le conserve jusqu'en 1860.
Au XVIIIe siècle, Barbe, qui forme aujourd'hui un village près du Né, est possédé par les Prigné de Guippeville, ancienne famille de la Saintonge,.

## Administration
Elle a été créée sous le nom de Critail en 1793 dans le canton de Linières et en 1801 est devenue Criteuil dans le canton de Segonzac. Elle a absorbé la commune de La Magdeleine en 1860, et devenue Criteuil-la-Magdeleine.
| Période                                  | Période  | Identité           | Étiquette | Qualité                    |
| ---------------------------------------- | -------- | ------------------ | --------- | -------------------------- |
| 2001                                     | 2008     | Dominique Thillard |           |                            |
| 2008                                     | En cours | Michel Fougère     | SE-CNI    | Ingénieur conseil retraité |
| Les données manquantes sont à compléter. |          |                    |           |                            |

Tout comme la commune voisine d'Ambleville, Criteuil-la-Magdeleine est rattaché au code postal 16300 de Barbezieux-Saint-Hilaire alors qu'elle appartient au canton de Charente-Champagne voisin.

## Démographie

### Évolution démographique
L'évolution du nombre d'habitants est connue à travers les recensements de la population effectués dans la commune depuis 1793. Pour les communes de moins de 10 000 habitants, une enquête de recensement portant sur toute la population est réalisée tous les cinq ans, les populations de référence des années intermédiaires étant quant à elles estimées par interpolation ou extrapolation. Pour la commune, le premier recensement exhaustif entrant dans le cadre du nouveau dispositif a été réalisé en 2007.

En 2022, la commune comptait 403 habitants, en évolution de −3,82 % par rapport à 2016 (Charente : −0,48 %, France hors Mayotte : +2,11 %).
| 1793 | 1800 | 1806 | 1821 | 1831 | 1841 | 1846 | 1851 | 1856 |
| ---- | ---- | ---- | ---- | ---- | ---- | ---- | ---- | ---- |
| 571  | 622  | 513  | 629  | 649  | 658  | 710  | 704  | 710  |

| 1861 | 1866 | 1872 | 1876 | 1881 | 1886 | 1891 | 1896 | 1901 |
| ---- | ---- | ---- | ---- | ---- | ---- | ---- | ---- | ---- |
| 934  | 887  | 878  | 857  | 802  | 720  | 677  | 653  | 640  |

| 1906 | 1911 | 1921 | 1926 | 1931 | 1936 | 1946 | 1954 | 1962 |
| ---- | ---- | ---- | ---- | ---- | ---- | ---- | ---- | ---- |
| 588  | 569  | 562  | 557  | 615  | 568  | 541  | 573  | 565  |

| 1968 | 1975 | 1982 | 1990 | 1999 | 2006 | 2007 | 2012 | 2017 |
| ---- | ---- | ---- | ---- | ---- | ---- | ---- | ---- | ---- |
| 606  | 600  | 538  | 506  | 513  | 441  | 435  | 448  | 404  |

| 2022 | - | - | - | - | - | - | - | - |
| ---- | - | - | - | - | - | - | - | - |
| 403  | - | - | - | - | - | - | - | - |

### Pyramide des âges
En 2018, le taux de personnes d'un âge inférieur à 30 ans s'élève à 29,7 %, soit en dessous de la moyenne départementale (30,2 %). À l'inverse, le taux de personnes d'âge supérieur à 60 ans est de 28,9 % la même année, alors qu'il est de 32,3 % au niveau départemental.
En 2018, la commune comptait 205 hommes pour 192 femmes, soit un taux de 51,64 % d'hommes, largement supérieur au taux départemental (48,41 %).
Les pyramides des âges de la commune et du département s'établissent comme suit.
| Hommes | Classe d’âge | Femmes |
| ------ | ------------ | ------ |
| 0,0    | 90 ou +      | 3,3    |
| 5,9    | 75-89 ans    | 8,7    |
| 20,5   | 60-74 ans    | 19,7   |
| 25,2   | 45-59 ans    | 25,4   |
| 16,2   | 30-44 ans    | 15,9   |
| 15,8   | 15-29 ans    | 10,4   |
| 16,4   | 0-14 ans     | 16,6   |

| Hommes | Classe d’âge | Femmes |
| ------ | ------------ | ------ |
| 1      | 90 ou +      | 2,7    |
| 9,2    | 75-89 ans    | 12     |
| 20,6   | 60-74 ans    | 21,3   |
| 20,7   | 45-59 ans    | 20,3   |
| 16,8   | 30-44 ans    | 16     |
| 15,6   | 15-29 ans    | 13,4   |
| 16,1   | 0-14 ans     | 14,3   |

### Remarques
L'absorption de la Magdeleine en 1860 lui a permis de compenser sa baisse démographique et de faire preuve en deux siècles d'une grande stabilité.

## Économie

### Agriculture
La viticulture est la ressource principale de Criteuil-la-Magdeleine, qui est située dans la zone d'appellation d'origine contrôlée cognac, en Grande Champagne, premier cru classé du cognac.
Des distilleries, avec vente de pineau des Charentes et cognac chez les producteurs, sont présentes dans la commune.

## Équipements et services

### Enseignement
L'école est un RPI entre Ambleville, Lignières-Sonneville et Criteuil-la-Magdeleine. Lignières-Sonneville accueille l'école maternelle et Ambleville et Criteuil-la-Magdeleine les écoles élémentaires.

### Autres services
Ils sont présents dans les communes voisines, Archiac ou même à Barbezieux qui est à 12 km.

## Lieux et monuments

### Patrimoine religieux
- L'église paroissiale Saint-Macrin-Saint-Jean-Baptiste de Criteuil du XIIe siècle, sur l'ancienne commune de Criteuil, (avec chapelle privée du seigneur de Luchet attenante), possède un rare et beau clocher octogonal récemment restauré et éclairé. Sur la façade, l'inscription révolutionnaire: « Temple de la raison, le peuple français reconnaît l'existence de l'Être suprême et l'immortalité de l'âme » rappelle les temps troublés de Robespierre et de la Terreur.

C'est une église romane en croix latine. Le collatéral au nord lui a été rajouté au XVe siècle. Des restaurations ont eu lieu en 1775 puis en 1889, 1890. Elle est à deux vaisseaux avec coupole sur pendentifs. Elle était, avant 1425, le siège d'un vicariat dont dépendaient plusieurs paroisses des environs ; elle relevait du diocèse de Saintes. Elle a été inscrite monument historique en 1952,.
Elle possède un bénitier du XVIIe siècle.
- L'église paroissiale Sainte-Madeleine, dans l'ancien bourg de la Magdeleine, date des XVIIe et XIXe siècles[44].

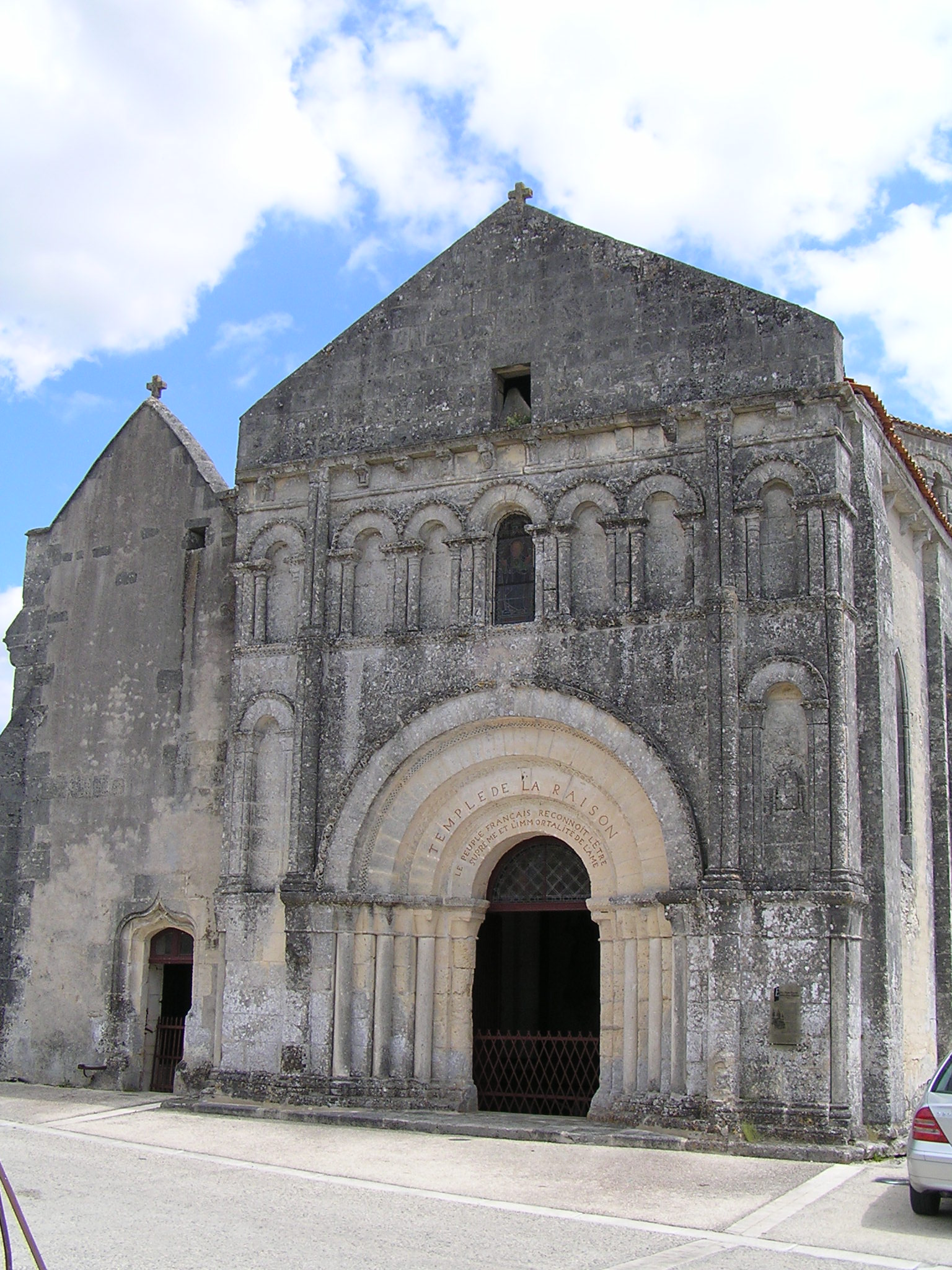
Église paroissiale Saint-Macrin-Saint-Jean-Baptiste de Criteuil, façade
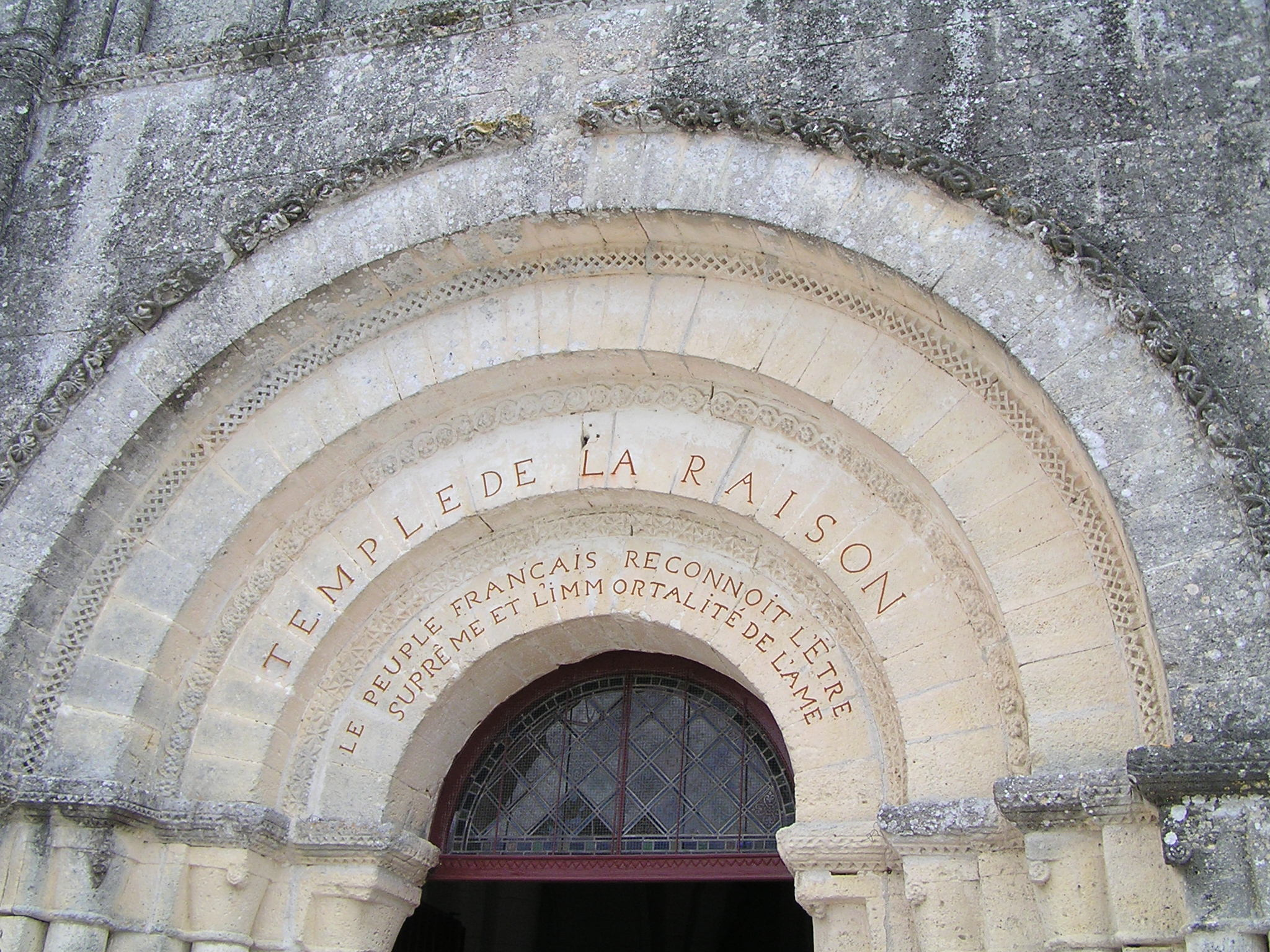
Église paroissiale Saint-Macrin-Saint-Jean-Baptiste de Criteuil, inscription
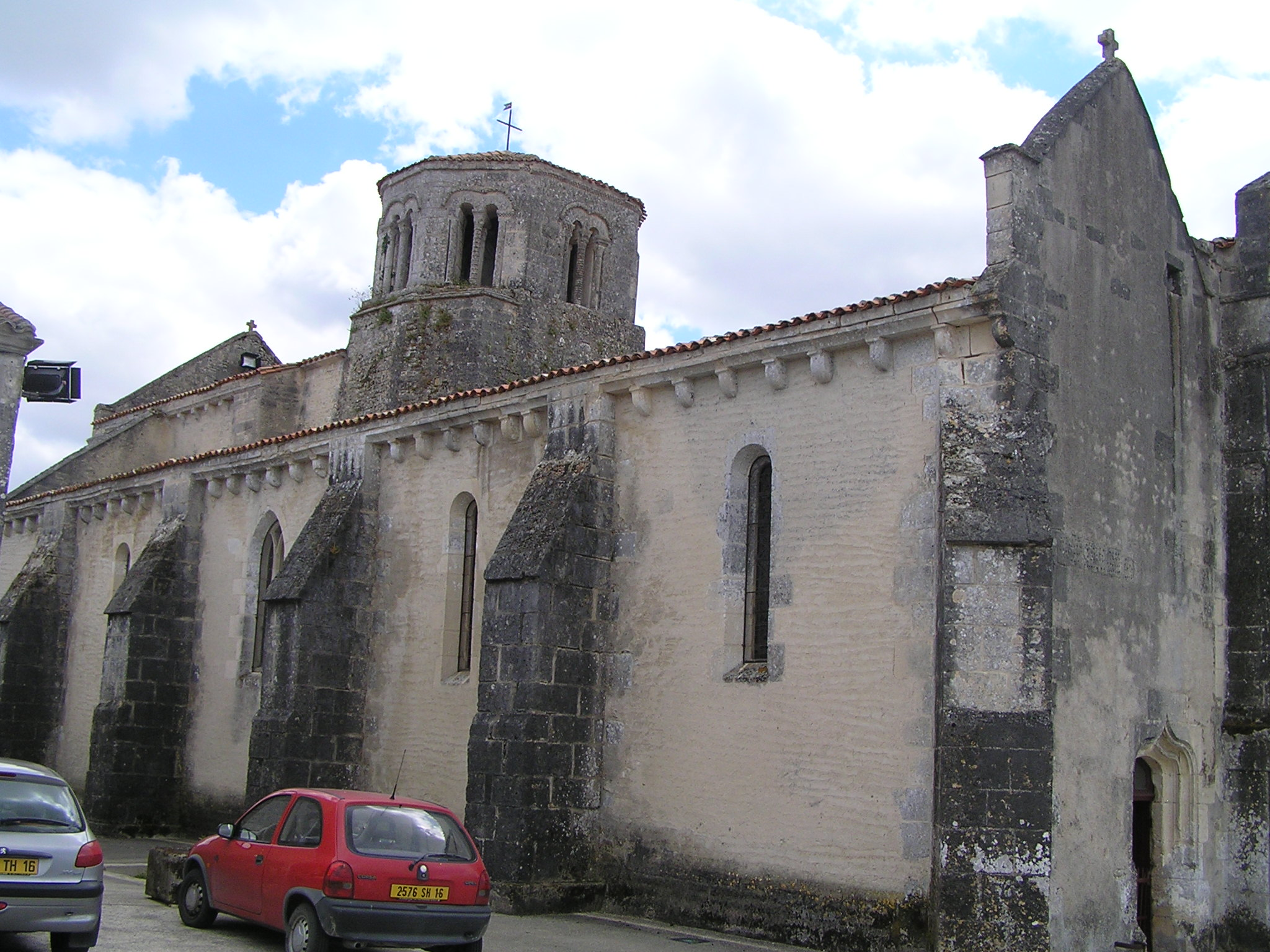
Église paroissiale Saint-Macrin-Saint-Jean-Baptiste de Criteuil, clocher

### Patrimoine civil

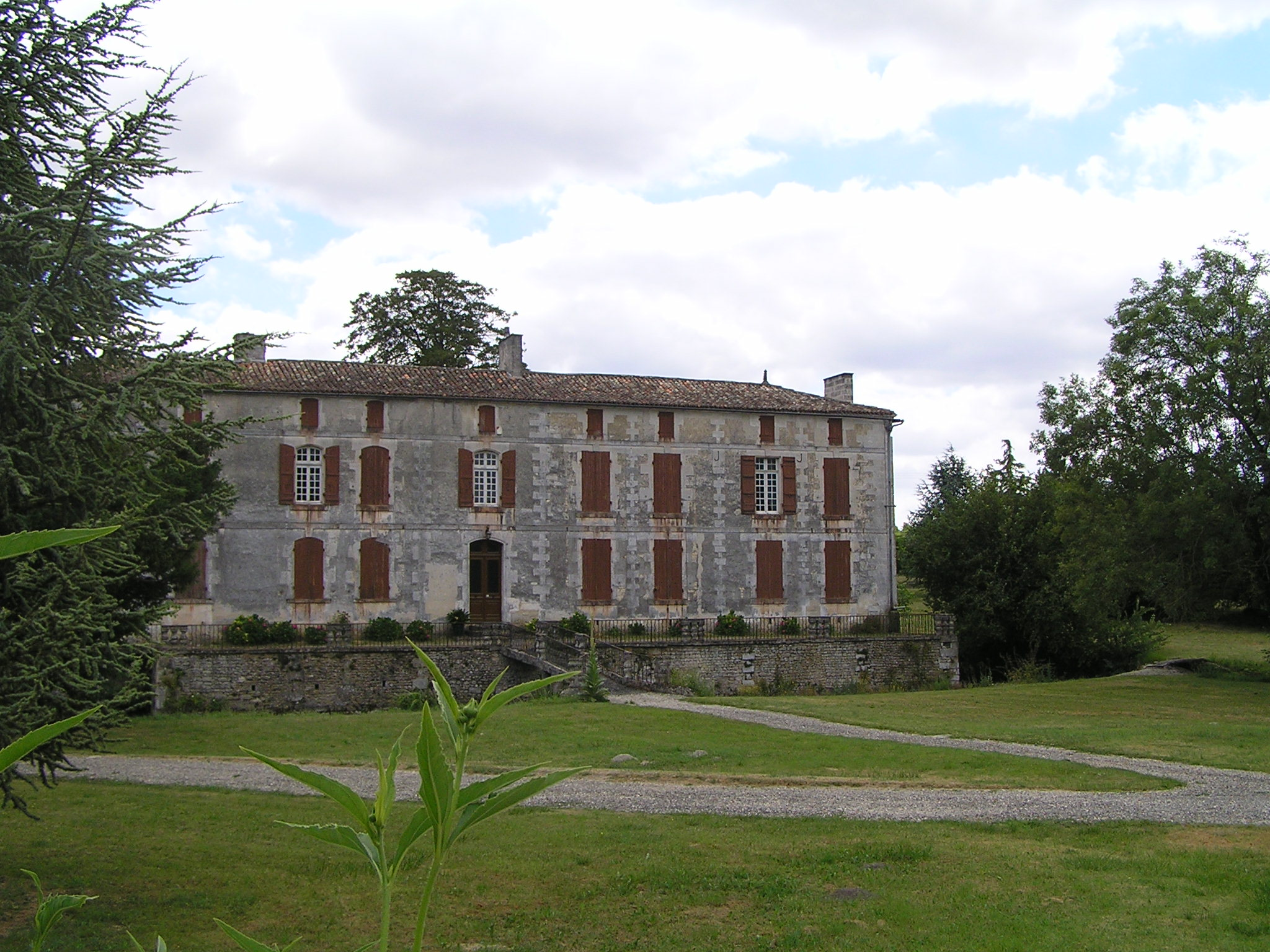
Criteuil, logis de la Mothe

Le logis de la Mothe entouré de ses douves en eau a été reconstruit au XVIIIe siècle.
Douze moulins sont cités sur la base Mérimée, tous déjà présents sur la carte de Cassini donc au XVIIIe siècle. Il s'agit de moulins à eau et moulins à vent.
La commune possède aussi un très riche patrimoine formé de croix, d'un lavoir, de fermes et de logis.

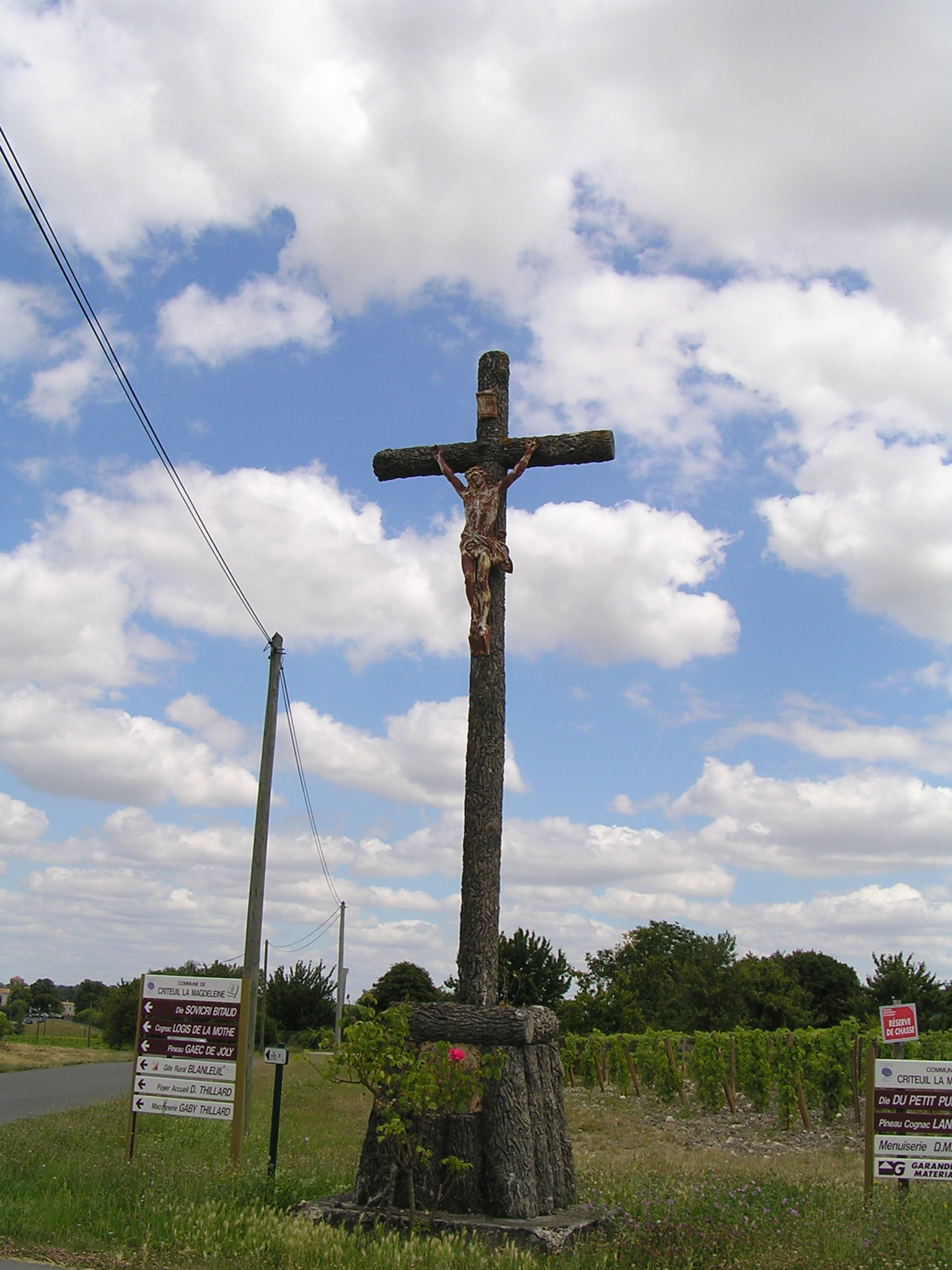
Criteuil, croix
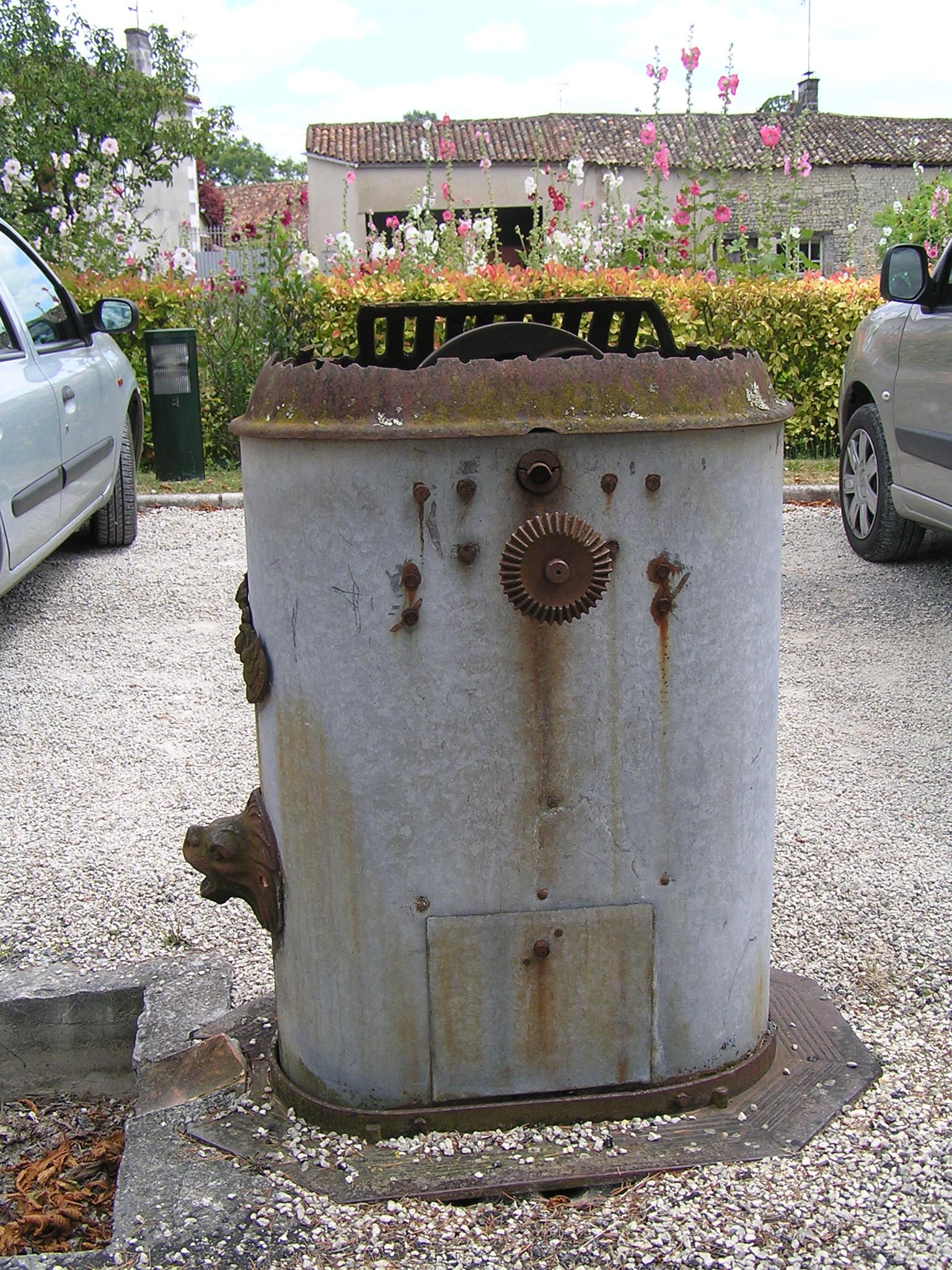
Criteuil, fontaine

### Patrimoine environnemental
Un sentier de randonnée permet de découvrir le patrimoine et de comprendre l'utilisation rationnelle de l'eau afin de transformer le blé en farine pour la fabrication du pain, aliment de base de la nourriture de nos grands-pères.

### Personnalités liées à la commune
- Roland Bru

### Héraldique
| Blason de Criteuil-la-Magdeleine | Blason  | D'azur à la fasce componée de gueules et d'or accompagnée de deux loups passants et contournés d'or. |
| Blason de Criteuil-la-Magdeleine | Détails | Le statut officiel du blason reste à déterminer.                                                     |